# Idioma meneca
El meneca o huitoto meneca es una lengua indígena de la subfamilia huitoto hablada por unos pocos miles de hablantes en la región fronteriza entre Perú y Colombia.
La lengua se habla principalmente en el curso superior del río Igara-Paraná, en la Isla de los Monos sobre el río Caquetá y en el río Caguán, cerca de San Vicente del Caguán. La mayoría de hablantes son bilingües y están alfabetizados tanto en la lengua indígena como en español (en Colombia 75% alfabetizados en lengua indígena y 85% en español). Se ha compilado un diccionario y una gramática escrita de la lengua. En Perú sólo quedan cinco hablantes.